# Algua
Algua là một đô thị ở tỉnh Bergamo in the region Lombardia của Ý, có vị trí cách khoảng 60 km về phía đông bắc của Milano và khoảng 15 km về phía bắc của Bergamo. Tại thời điểm ngày 31 tháng 12 năm 2004, đô thị này có dân số 743 người và diện tích là 8,1 km².
Đô thị Algua có các frazioni (đơn vị cấp dưới, chủ yếu là các làng) Frerola, Pagliaro và Rigosa.
Algua giáp các đô thị: Aviatico, Bracca, Costa di Serina, Nembro, San Pellegrino Terme, Selvino, Serina, Zogno.